# Communauté de communes du Val des Couleurs
Die Communauté de communes du Val des Couleurs war ein französischer Gemeindeverband mit der Rechtsform einer Communauté de communes im Département Meuse in der Region Grand Est. Sie wurde am 28. Dezember 1999 gegründet und umfasste 20 Gemeinden. Der Verwaltungssitz befand sich im Ort Vaucouleurs.

## Historische Entwicklung
Mit Wirkung vom 1. Januar 2017 fusionierte der Gemeindeverband mit
- Communauté de communes de Void sowie
- Communauté de communes du Pays de Commercy

und bildete so die Nachfolgeorganisation Communauté de communes de Commercy-Void-Vaucouleurs.

## Ehemalige Mitgliedsgemeinden
1. Brixey-aux-Chanoines
2. Burey-en-Vaux
3. Burey-la-Côte
4. Chalaines
5. Champougny
6. Épiez-sur-Meuse
7. Goussaincourt
8. Maxey-sur-Vaise
9. Montbras
10. Montigny-lès-Vaucouleurs
11. Neuville-lès-Vaucouleurs
12. Pagny-la-Blanche-Côte
13. Rigny-la-Salle
14. Rigny-Saint-Martin
15. Saint-Germain-sur-Meuse
16. Sauvigny
17. Sepvigny
18. Taillancourt
19. Ugny-sur-Meuse
20. Vaucouleurs